# Trud (obwód Płowdiw)
Trud (bułg. Труд) – wieś w południowej Bułgarii, w obwodzie Płowdiw, w gminie Marica.

## Geografia
Wieś leży na Nizinie Górnotrackiej, 5 km na północ od Płowdiwu.

## Historia
W IV wieku naszej ery na tutejszych terenach znajdowała się osada tracka Sgulame. Odkryto tutaj znaleziska archeologiczne z tego okresu, między innymi grobowiec tracki.
W 1680 roku doszło do pożaru, w wyniku którego zostało zniszczonych wiele zabudowań mieszkalnych. W 1869 roku została wybudowana cerkiew pw. Świętej Trójcy. Za panowania tureckiego miejscowość prawdopodobnie nazywała się Czerpilincze. W 1942 roku miejscowość otrzymała nazwę Klimentinowo, a następnie mieszkańcy przemianowali ją na Trud.

## Galeria

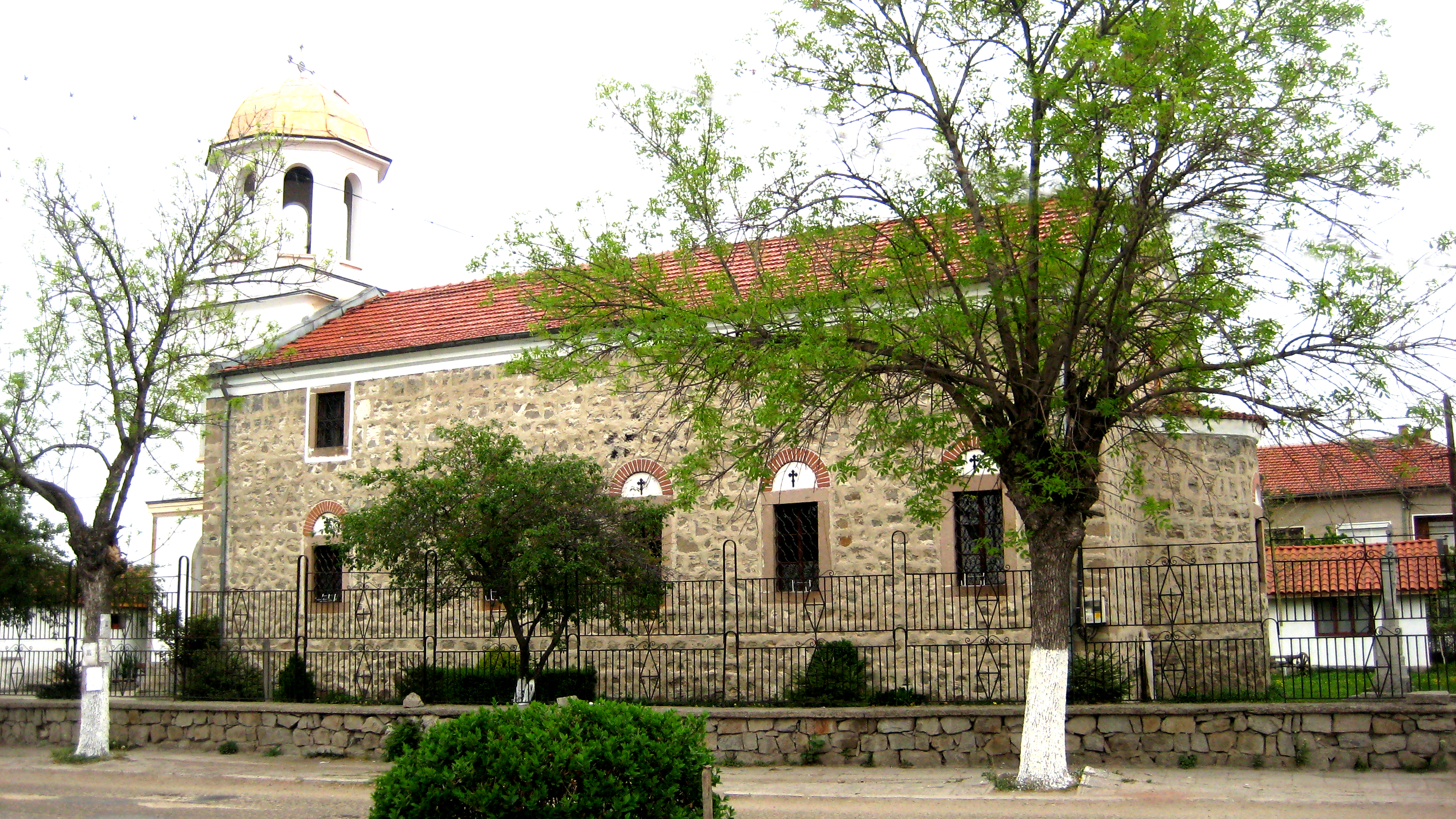
Cerkiew pw. Świętej Trójcy
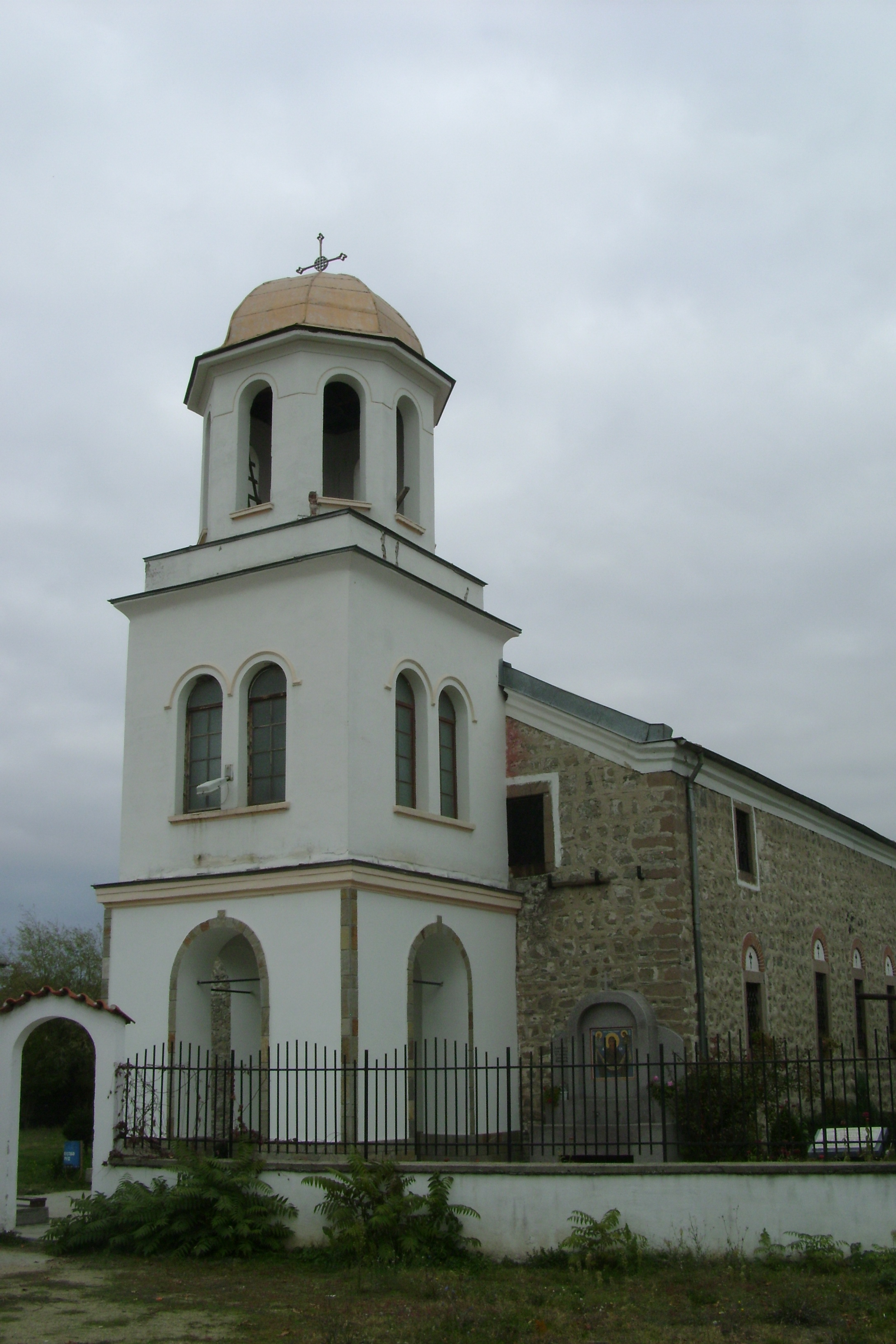
Cerkiew pw. Świętej Trójcy
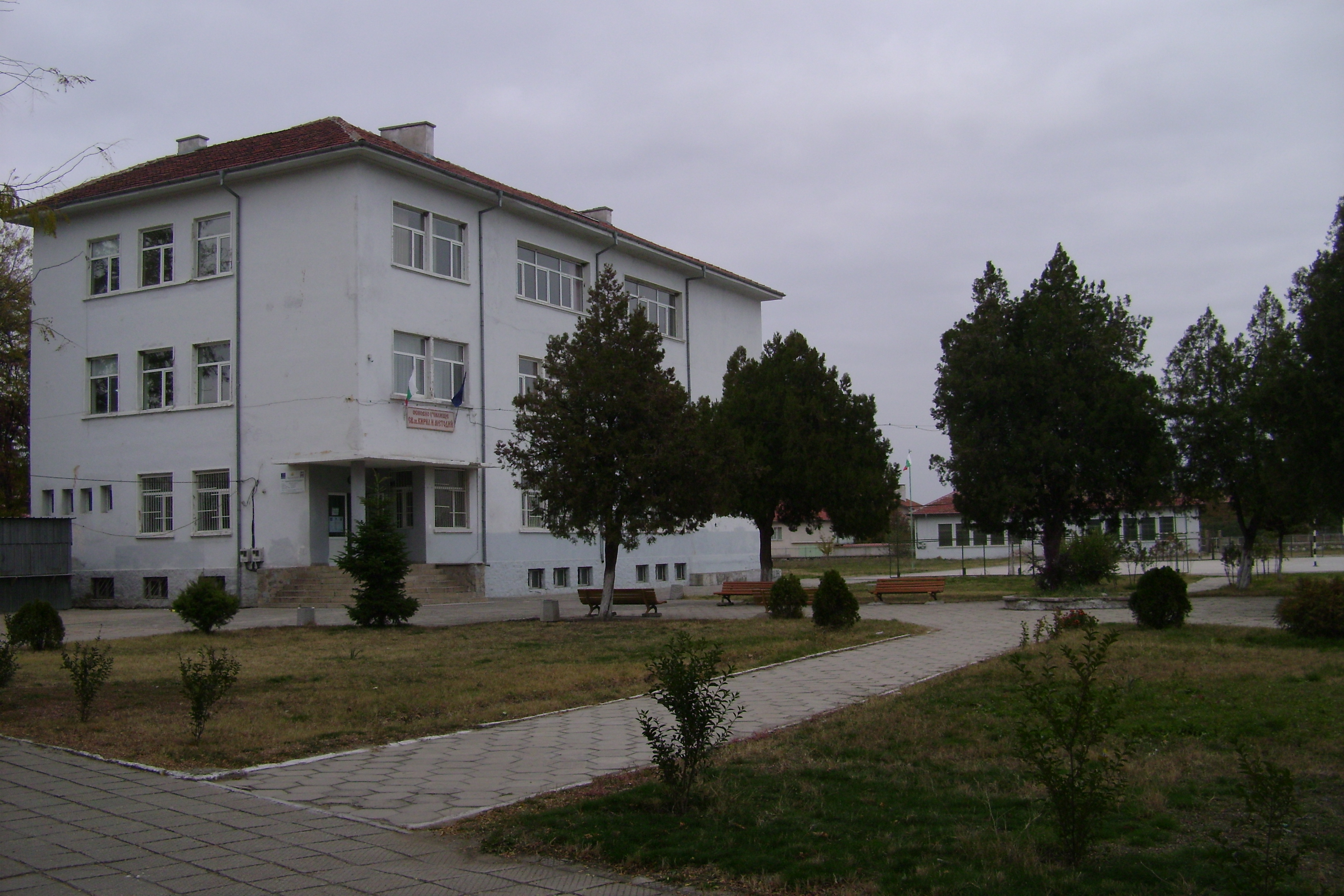
Szkoła imienia Cyryla i Metodego
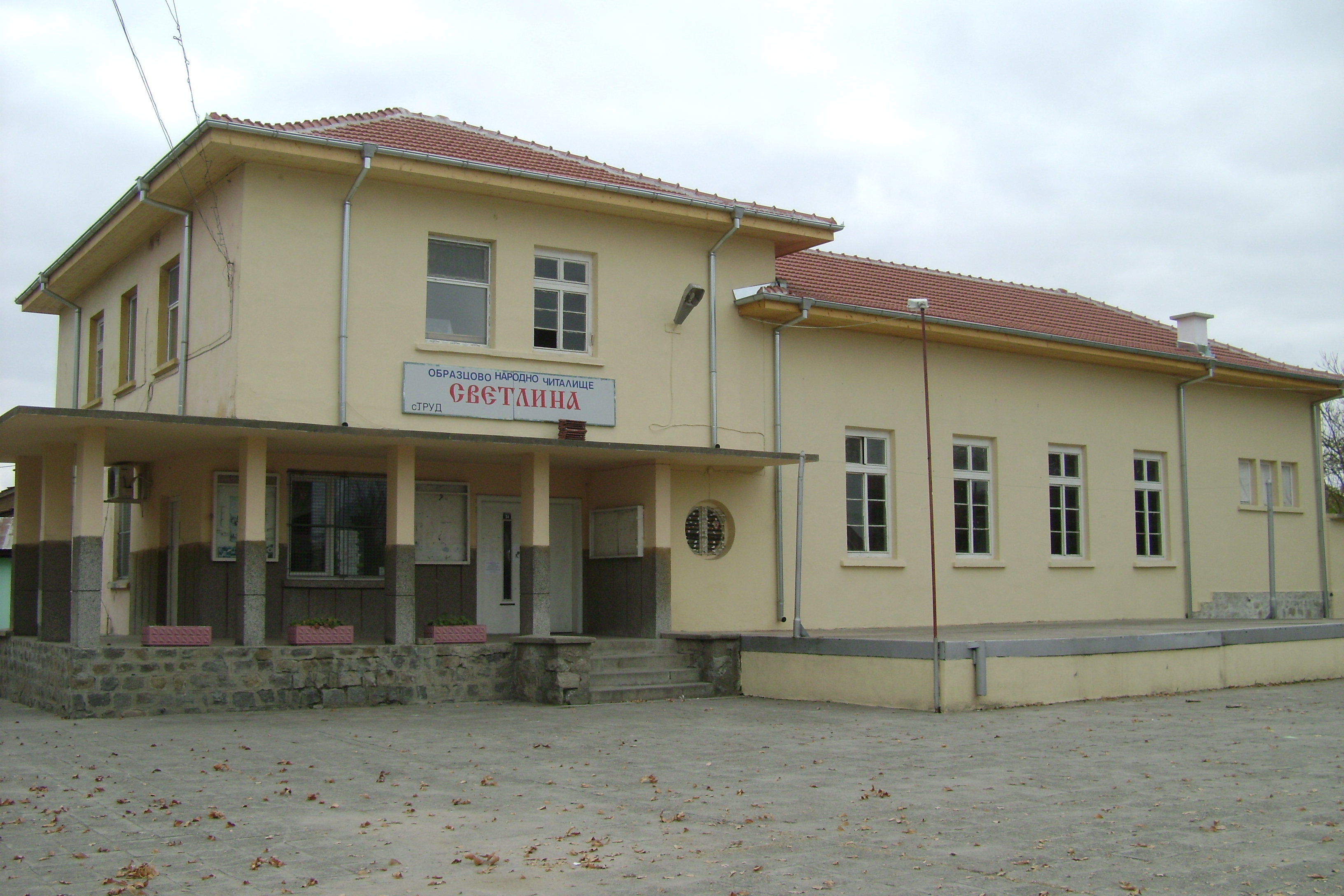
Biblioteka Swetlina